# Набережночелнинский государственный педагогический университет
Набережночелнинский государственный педагогический университет (НГПУ; полное наименование Федеральное государственное бюджетное образовательное учреждение высшего образования «Набережночелнинский государственный педагогический университет»; сокращённое наименование ФГБОУ ВО «НГПУ») — высшее учебное заведение в городе Набережные Челны Республики Татарстан, осуществляющее подготовку педагогических кадров для образовательных учреждений Волго-Камского региона.

## История
Педагогический вуз в Набережных Челнах был создан 1 сентября 1990 года в соответствии с постановлением Совета Министров РСФСР от 28.05.1990 № 172 и приказом Министерства народного образования РСФСР от 01.06.1990 № 143 на базе существовавшего в городе с 1980 года филиала Елабужского педагогического института. Учебное заведение получило наименование «Набережночелнинский государственный педагогический институт». Активными инициаторами приобретения статуса самостоятельного вуза выступили Юрий Иванович Петрушин, Талгат Набиевич Галиуллин и Зиннур Талгатович Шарафутдинов, ставший его первым ректором. Помимо действовавших на момент открытия института факультетов — педагогического, художественно-графического и дошкольного образования — были организованы новые: филологический, математический, а позднее естественно-географический и иностранных языков.
Большую роль в развитии материально-технической базы института приняли городские власти, а также градообразующее предприятие Набережных Челнов — завод КамАЗ. В 1994 году при их поддержке был введён в строй второй учебный корпус, открыты новые специальности и аспирантура.
В мае 2011 года на основании приказа Министерства образования и науки Российской Федерации от 13.04.2011 № 1480 вуз был переименован в Набережночелнинский институт социально-педагогических технологий и ресурсов, а в декабре 2015 года Приказом Министерства образования и науки Российской Федерации от 11.12.2015 № 1455 ему присвоен статус университета — он был переименован в «Набережночелнинский государственный педагогический университет».

## Ректоры
- 1990–2002 — Зиннур Талгатович Шарафутдинов;
- 2002–2005 — Гульнара Рашидовна Аглямова;
- 2005–2006 — Ильдар Суфиянович Сафуанов;
- 2006–2018 — Файруза Зуфаровна Мустафина;
- 2018—н. в. — Альфинур Азатовна Галиакберова.

## Общие сведения
По состоянию на 2020 год в образовательном процессе НГПУ принимают участие 6 факультетов и 13 кафедр:
- факультет педагогики и психологии:
  - кафедра теории и методики начального и дошкольного образования;
  - кафедра психолого-педагогического и социального дефектологического образования;
  - кафедра педагогики имени З. Т. Шарафутдинова;
- филологический факультет:
  - кафедра русской и татарской филологии;
  - кафедра романо-германских языков и методик их преподавания;
  - кафедра иностранных языков;
- историко-географический факультет:
  - кафедра истории и методики её преподавания;
  - кафедра географии и методики её преподавания;
  - кафедра биологии и методики её преподавания;
- факультет математики и информатики:
  - кафедра математики, физики и методик их преподавания;
  - кафедра информатики и вычислительной математики;
- факультет физической культуры и спорта:
  - кафедра физической культуры и спорта;
- факультет искусств и дизайна:
  - кафедра искусств и инновационного дизайна.

Кроме того, в вузе действует Институт дополнительного профессионального образования, в рамках которого проводятся курсы повышения квалификации и переподготовка педагогов по различным профессиональным программам, и подготовительное отделение, осуществляющее подготовку абитуриентов к поступлению в университет.
Одним из структурных подразделений НГПУ является индустриально-педагогический колледж, осуществляющий подготовку специалистов среднего звена по восьми специальностям. Обучение в колледже даёт студентам теоретическую и практическую базу для дальнейшего поступления в университет.